# Le Menteur et le Tricheur
Pour les articles homonymes, voir Another You (homonymie).
 (décembre 2023).
Pour plus de détails, voir Fiche technique et Distribution.
Le Menteur et le Tricheur (Another You) est un film américain réalisé par Maurice Phillips, sorti en 1991.

## Synopsis
George sort de l'hôpital psychiatrique après trois ans d'internement. Eddie Dash est censé le surveiller mais quand les gens commencent à prendre George pour le milliardaire Abe disparu, Eddie essaie d'en tirer profit.

## Fiche technique
- Titre : Le Menteur et le Tricheur
- Titre original : Another You
- Réalisation : Maurice Phillips
- Scénario : Ziggy Steinberg
- Musique : Charles Gross
- Pays de production :  États-Unis
- Sociétés de production : Tri-Star Pictures
- Genre : Comédie
- Durée : 94 minutes
- Date de sortie : 26 juillet 1991

## Distribution
- Richard Pryor : Eddie Dash
- Gene Wilder : George/Abe Fielding
- Mercedes Ruehl : Elaine
- Stephen Lang : Rupert Dibbs
- Vanessa Lynn Williams : Gloria
- Vincent Schiavelli : le dentiste
- Craig Richard Nelson : Walt
- Kevin Pollak : Phil
- Phil Rubenstein (en) : Al